# Râul Bozani
Râul Bozani sau Râul Cotiglet este un curs de apă, afluent al râului Cârpeștii Mici. 

## Hărți
- Harta munții Pădurea Craiului  Arhivat în 16 ianuarie 2010, la Wayback Machine.
- Harta munții Apuseni